# 查谟和克什米尔邦邦旗

此旗长宽比为3:2，红底，图案为三条垂直等宽的竖条和犁

由于查谟和克什米尔邦地位的特殊性，该邦曾是印度宪法唯一被允许拥有旗帜的邦，直到2019年自治权被撤销。旗地为红色，象征着劳动；三条未延伸至边界的白色竖条象征着该邦的三个地区：贾母穆、克什米尔河谷（Kashmir Valley）和拉达克；右旁的图案为犁，象征着农业。此外查谟和克什米尔邦邦旗与查谟和克什米尔邦国民会议政党旗帜相似。